# Millennium 2.2
Millennium 2.2 è un videogioco strategico ambientato nello spazio ideato e scritto da Ian Bird. È stato pubblicato da Electric Dreams Software per Amiga e Atari ST nel 1989 e per MS-DOS nel 1991 da Paragon Software come Millennium: Return to Earth. È stato seguito nel 1991 da Deuteros: The Next Millennium, simile nella gestione delle risorse ma più complesso, lungo e difficile.

## Trama
Il gioco si svolge nell'anno 2200 (da cui si evince il significato del titolo, "millennio 2,2"), quando, a causa di un asteroide che colpisce la Terra rendendola inabitabile, l'Umanità si vede costretta a spostarsi sulla Luna e su Marte. Gli abitanti di Marte mutano però rapidamente, divenendo una razza a sé ed ostile nei confronti degli Umani.

## Modalità di gioco
Il giocatore guida la colonia lunare. Il suo compito è quello di espandersi nel sistema solare per garantire le risorse necessarie alla sopravvivenza della specie. Il gioco si evolve con l'esplorazione dei pianeti e dei loro satelliti e con la costruzione di colonie per l'estrazione delle risorse minerarie. I Marziani, però, si considerano una razza superiore e l'unica con il diritto di espandersi nel sistema, motivo per cui periodicamente attaccano le varie colonie. Gli abitanti delle colonie costruite sulle varie lune mutano a seconda dell'atmosfera presente.
Inizialmente il giocatore deve espandere la base lunare. Ad un certo punto si accorgerà che le risorse non bastano più, e dovrà iniziare ad esplorare il sistema solare. Per far ciò deve sviluppare le conoscenze tecnologiche necessarie all'invio di sonde e navi nello spazio. Man mano che la tecnologia evolve potrà fondare nuove colonie sulle varie lune, e provvedere alla loro difesa dato che, come detto, i Marziani periodicamente sferrano degli attacchi.
La difesa delle colonie è un gioco nel gioco: durante gli attacchi, infatti, il giocatore guida una piccola astronave con la quale distruggere le navicelle marziane in un ambiente in grafica 3D in stile Elite. Il giocatore deve anche sondare le lune prima di fondare le colonie dato che alcune delle risorse del gioco, argento, uranio e cromo, non si trovano che su alcuni satelliti.

### Fine del gioco
Arrivato ad un certo punto, scoppia un'epidemia, l'influenza marziana che, se non curata, porterà velocemente alla morte di tutte le persone di tutte le colonie infette. Superato questo scoglio, il giocatore può progredire nel livello tecnologico, fino ad arrivare a costruire una grossa nave da guerra: a questo punto il giocatore può attaccare Marte. Costruita la nave e sferrato l'attacco, il pianeta viene sconfitto e si arrende. Fondata la colonia su Marte, il giocatore scopre i piani di un terraformatore a cui stavano lavorando i Marziani. Spedita la sonda per la terraformazione verso la Terra, arriva un gigantesco attacco con 240 navi, nonostante la flotta di Marte fosse stata distrutta. L'attacco, nonostante le difese, distrugge gran parte delle strutture della base lunare. Il giocatore può salvarsi solo se ha giocato d'anticipo, mettendo da parte alcune attrezzature. 
Ricostruita la base, il giocatore può iniziare la terraformazione. Durante il lungo processo le colonie si rendono pian piano tutte indipendenti. La razza dei Metanoidi che abita alcune delle lune che si separano dalla colonia madre lunare sarà presente anche nel successivo Deuteros.
Il gioco termina con la fine della terraformazione e con la costruzione del modulo abitativo da spedire sulla Terra per prendere nuovamente possesso del pianeta natale.

## Millennium Remake
Millennium Remake è un rifacimento del gioco per sistemi Windows scritto da Rick Blackwell e Steve Demuth per la Retro Remake Competition del 2006, un evento a cui partecipano programmatori indipendenti che realizzano copie libere di giochi del passato. L'ultima versione del Millennium Remake è la 1.21, del 2008.